# Amit Mishra
Amit Mishra (Hindi अमित मिश्रा; * 24. November 1982 in Delhi, Indien) ist ein indischer Cricketspieler, der zwischen 2003 und 2017 für die indische Nationalmannschaft spielte.

## Aktive Karriere

### Anfänge in der Nationalmannschaft
Mishra gab sein First-Class-Debüt in der Saison 2000/01 und spielte in der Folge für Haryana. Sein Debüt in der Nationalmannschaft folgte im April 2003 bei einem Drei-Nationen-Turnier in Bangladesch gegen Südafrika. Jedoch wurde er zunächst nicht ins Team integriert. Er wurde in der Saison 2005 für den Nationalmannschaftskader nominiert, kam jedoch nicht zum Einsatz. Seine nächste Chance erhielt er bei seinem Test-Debüt im Oktober 2008 gegen Australien als sich Anil Kumble verletzte. Bei seinem Debüt erzielte er 5 Wickets für 71 Runs. Nachdem er im vierten Test der Serie drei Wickets (3/27) erzielt hatte, konnte er sich im Team etablieren. Es folgte eine Test-Serie gegen England, bei dem ihm erneut drei Wickets (3/99) gelangen. Daraufhin erhielt er einen Vertrag mit dem indischen Verband. Im März 2009 spielte er für die Central Districts im neuseeländischen nationalen Cricket. Im Januar 2010 reiste er mit dem Team für ein Drei-Nationen-Turnier nach Bangladesch, wo ihm drei Wickets (3/66) gegen Sri Lanka gelangen. In der anschließenden Test-Serie in Bangladesch erzielte er im ersten Test insgesamt sieben Wickets (3/66 & 4/92) und ein Fifty über 50 Runs. Darauf folgte eine Test-Serie gegen Südafrika, in der er drei Wickets (3/78) erreichte.
Er wurde von den Selektoren nicht für den ICC World Twenty20 2010 nominiert. Nach dem Turnier gab er sein Twenty20-Debüt in Simbabwe, konnte sich in diesem Format jedoch zunächst nicht etablieren. Im August folgte eine Test-Serie gegen Sri Lanka, bei dem ihm drei Wickets (3/47) gelangen. In der Saison 2011 erreichte er in den West Indies in der ODI-Serie erst vier (4/31) und dann drei (3/28) Wickets. In der folgenden Test-Serie in England erreichte er im dritten Spiel drei Wickets (3/150) und im vierten ein Fifty über 84 Runs. Daraufhin wurde er aus dem Kader gestrichen.

### Comeback
Nach guten Leistungen in der Indian Premier League 2013 für die Sunrisers Hyderabad, wurde er wieder für die Nationalmannschaft berücksichtigt. Im Juli reiste er nach Simbabwe und erzielte dort in der ODI-Serie drei Wickets (3/43) im ersten Spiel. Nach vier Wickets (4/47) in der dritten Begegnung folgten drei Wickets (3/25) in der vierten und letztendlich 6 Wickets für 48 Runs im letzten Spiel der Serie. Für letzteres wurde er als Spieler des Spiels ausgezeichnet. Er wurde dann für den ICC World Twenty20 2014 nominiert und erzielte dort in der Vorrunde gegen Bangladesch 3 Wickets für 36 Runs. Dem Team gelang der Finaleinzug, wo man gegen Sri Lanka unterlag. Die Indian Premier League 2014 verlief dann nicht erfolgreich für ihn, so dass er an den Rand des Nationalkaders rückte. Im August 2015 kam er zurück ins Test-Team, wo er in Sri Lanka im ersten Test drei Wickets (3/61) und im zweiten insgesamt sieben Wickets (4/43 & 3/29). Im dritten konnte er dann ein Fifty über 59 Runs beisteuern. Im Oktober 2015 wurde er auf Grund einer Anzeige über einen sexuellen Übergriff verhaftet, jedoch kurz darauf auf Kaution entlassen.
Zu Beginn der Saison 2015/16 erreichte er in den Tests gegen Südafrika drei Wickets (3/51). Im August 2016 reiste er mit dem Team in die West Indies, wo er in den Tests ein Fifty über 53 Runs und in den Twenty20s drei Wickets (3/24) erzielte. Zu Beginn der Saison 2016/17 absolvierte eine ODI-Serie gegen Neuseeland, wobei er in den ersten beiden Spielen je drei Wickets (3/49 und 3/60) erreichte. Im letzten Spiel der Serie konnte er 5 Wickets für 18 Runs erzielen, wofür er als Spieler des Spiels und der Serie ausgezeichnet wurde. Darauf folgte seine letzte Test-Serie gegen England. Auch wurde er für die Twenty20-Serie nominiert. Dort verletzte er sich und musste für einige Zeit aussetzen. Jedoch fand er danach nicht mehr zurück ins Team. Für die Indian Premier League 2018 wurde er von den Delhi Capitals für 4 Crores INR (ca. 625.000 US-Dollar) verpflichtet, wo er erst zum Ende der Saison überzeugen konnte. Nachdem er nicht für die Indian Premier League 2022 verpflichtet worden war, erhielt er in der Indian Premier League 2023 wieder einen Vertrag mit den Lucknow Super Giants. Dort spielte er auch ein Spiel in der Folgesaison.